# Newport (Indiana)
Newport település az Amerikai Egyesült Államok Indiana államában, Vermillion megyében, melynek megyeszékhelye is. Lakosainak száma 416 fő (2020. április 1.).

## Népesség
A település népességének változása:

| 2010 | 515 |
| 2020 | 416 |